# António Joyce

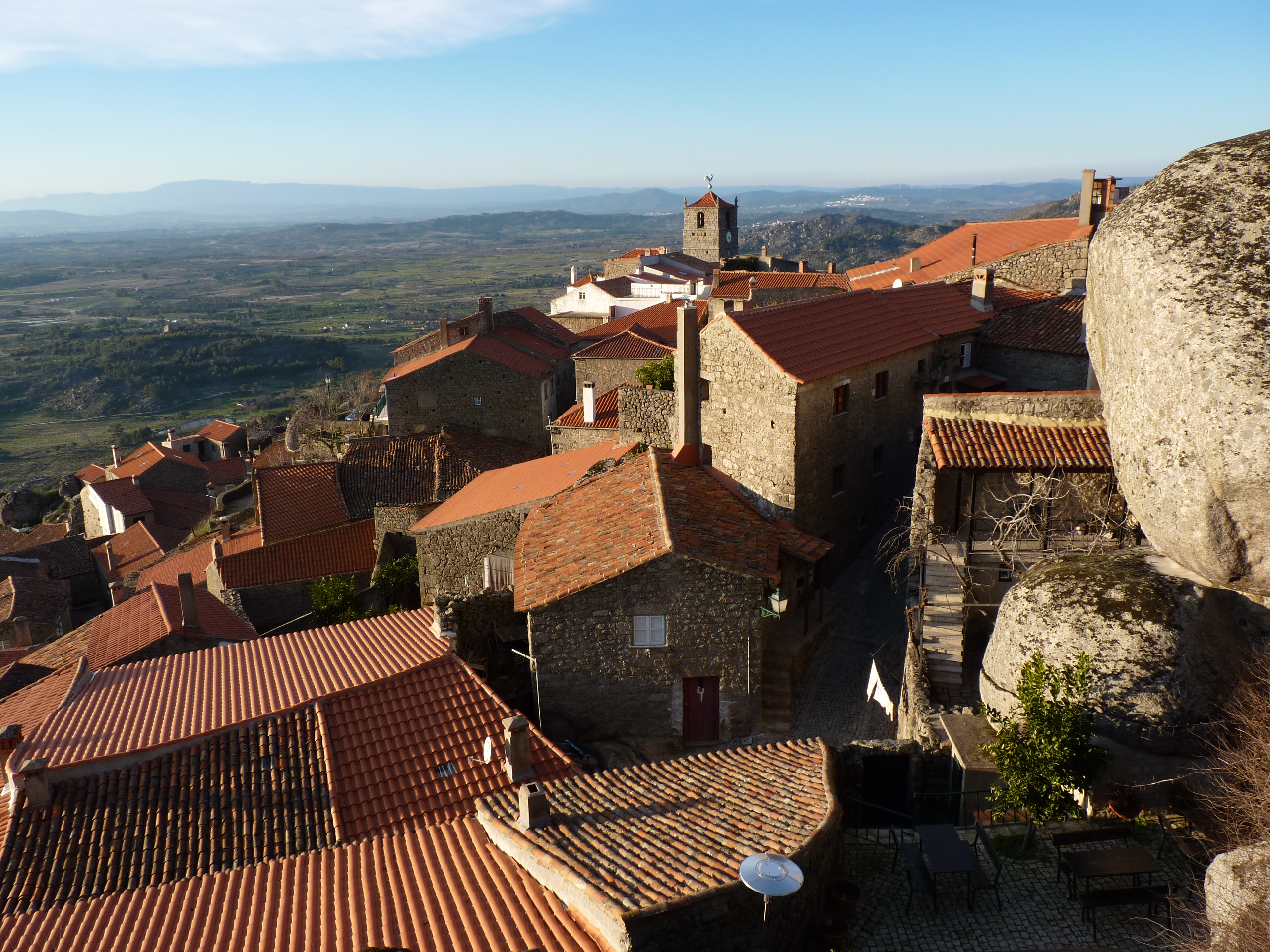
Aldeia de Monsanto.

António Avelino Joyce (1888 — 1964) foi um etnógrafo português. Efetuou recolhas etnomusicológicas na região da Beira Baixa no âmbito do concurso "A Aldeia Mais Portuguesa de Portugal" desenvolvido durante o período do Estado Novo e publicadas na revista Ocidente em 1939. O conjunto musical então recolhido e publicado com o nome "Acerca das Canções Populares de Monsanto e Paul", foi amplamente utilizado por compositores portugueses como Cláudio Carneyro e Fernando Lopes-Graça e influenciou outros etnógrafos como Michel Giacometti.
Foi também diretor do Orfeon Académico de Coimbra e administrador da Emissora Nacional de Radiodifusão.